# لورا هافمن
لورا هافمن (انگلیسی: Laura Hoffmann؛ زادهٔ ۱۲ اوت ۱۹۹۱) بازیکن فوتبال اهل آلمان است.
از باشگاه‌هایی که در آن بازی کرده‌است می‌توان به باشگاه فوتبال اس‌جی‌اس اسن اشاره کرد.